# جیمز باناتین
جیمز باناتین (انگلیسی: James Bannatyne؛ زادهٔ ۳۰ ژوئن ۱۹۷۵) یک بازیکن فوتبال اهل نیوزیلند است.
وی همچنین در تیم ملی فوتبال نیوزیلند بازی کرده‌است.